# مسجد جامع میغان
مسجد جامع میغان مربوط به دوره صفوی تا دوره قاجار است و در شهرستان نهبندان، روستای میغان واقع شده و این اثر در تاریخ ۱۱ مرداد ۱۳۷۶ با شمارهٔ ثبت ۱۸۸۱ به‌عنوان یکی از آثار ملی ایران به ثبت رسیده است.